# Richmond County, Nova Scotia
Richmond County är ett county i Kanada.   Det ligger i provinsen Nova Scotia, i den östra delen av landet, 1 200 km öster om huvudstaden Ottawa. Antalet invånare är 9 740. Arean är 1 244 kvadratkilometer. Richmond County gränsar till Inverness County.
Terrängen i Richmond County är platt åt sydost, men åt nordväst är den kuperad.